# A Frederic Soler
A Frederic Soler és un monument escultòric situat al Pla del Teatre (la Rambla) de Barcelona, catalogat com a bé cultural d'interès local. Està dedicat al dramaturg Frederic Soler i Hubert, més conegut com a Serafí Pitarra i considerat el fundador del teatre català. Va ser creat el 1906 amb un disseny arquitectònic de Pere Falqués, mentre que la part escultòrica va ser a càrrec d'Agustí Querol.

## Història i descripció

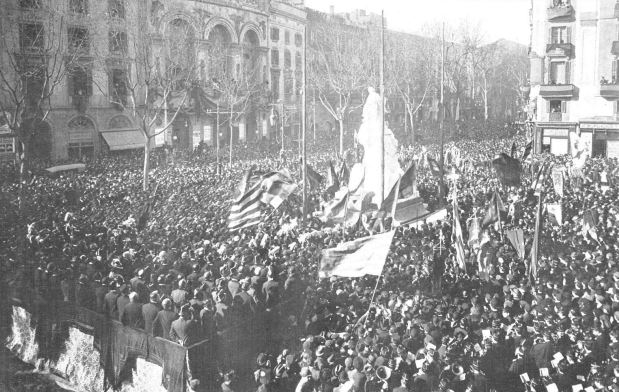
Inauguració del monument el 1906

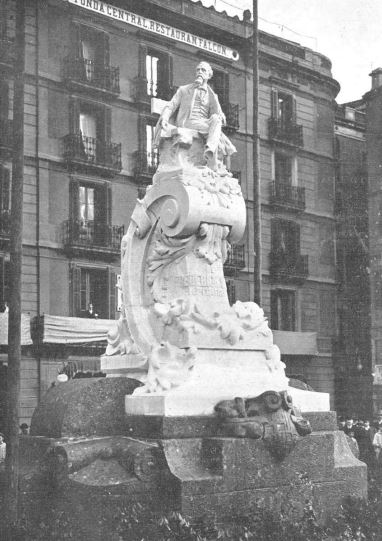
1906

El monument es va erigir al Pla del Teatre, a la Rambla, al lloc on abans hi havia la Font del Vell, que va ser traslladada al Parc de la Ciutadella i, posteriorment, a la plaça de Sants. El projecte va sorgir el 1896, poc després de la mort de l'escriptor, i el 16 de novembre de 1897 van començar les obres, que van durar nou anys. L'obra va ser inaugurada el 26 de desembre de 1906 per l'alcalde Domènec Sanllehy, amb la presència dels fills de l'homenatjat, Ernest i Blanca Soler de les Cases. El conjunt va ser criticat per la seva grandiloqüència i ampulositat, i l'Ajuntament va estar a punt de traslladar-lo a Montjuïc el 1935; però la popularitat de l'autor i la seva relació amb les arts escèniques el van fer romandre al seu lloc fins avui dia. Una mostra de la seva popularitat va tenir lloc el 23 de març de 1976, Dia Mundial del Teatre, en què va haver-hi una manifestació de gent disfressada en reivindicació del procés de transició democràtica.
El monument consta d'un pedestal de pedra de Montserrat amb l'escut de Barcelona, sobre el que s'aixeca una columna de marbre blanc amb forma de voluta jònica i decorada amb garlandes, amb la inscripció «A Frederich Soler (Pitarra), fundador del teatre català». Sobre aquesta columna es troba el personatge, assegut sobre les màscares de la comèdia i la tragèdia, amb el cap girat i actitud introspectiva, com esperant que li arribi la inspiració per a posar-se a escriure, sensació que corrobora el fet que sostingui un paper a la mà. L'estil de l'obra és modernista, més palès al recarregat pedestal que no pas a la figura del dramaturg, que és més sòbria i serena, fet que en canvi s'allunya de la trajectòria habitual de Querol, més propensa al monumentalisme.